# Ампелий Фиваидский

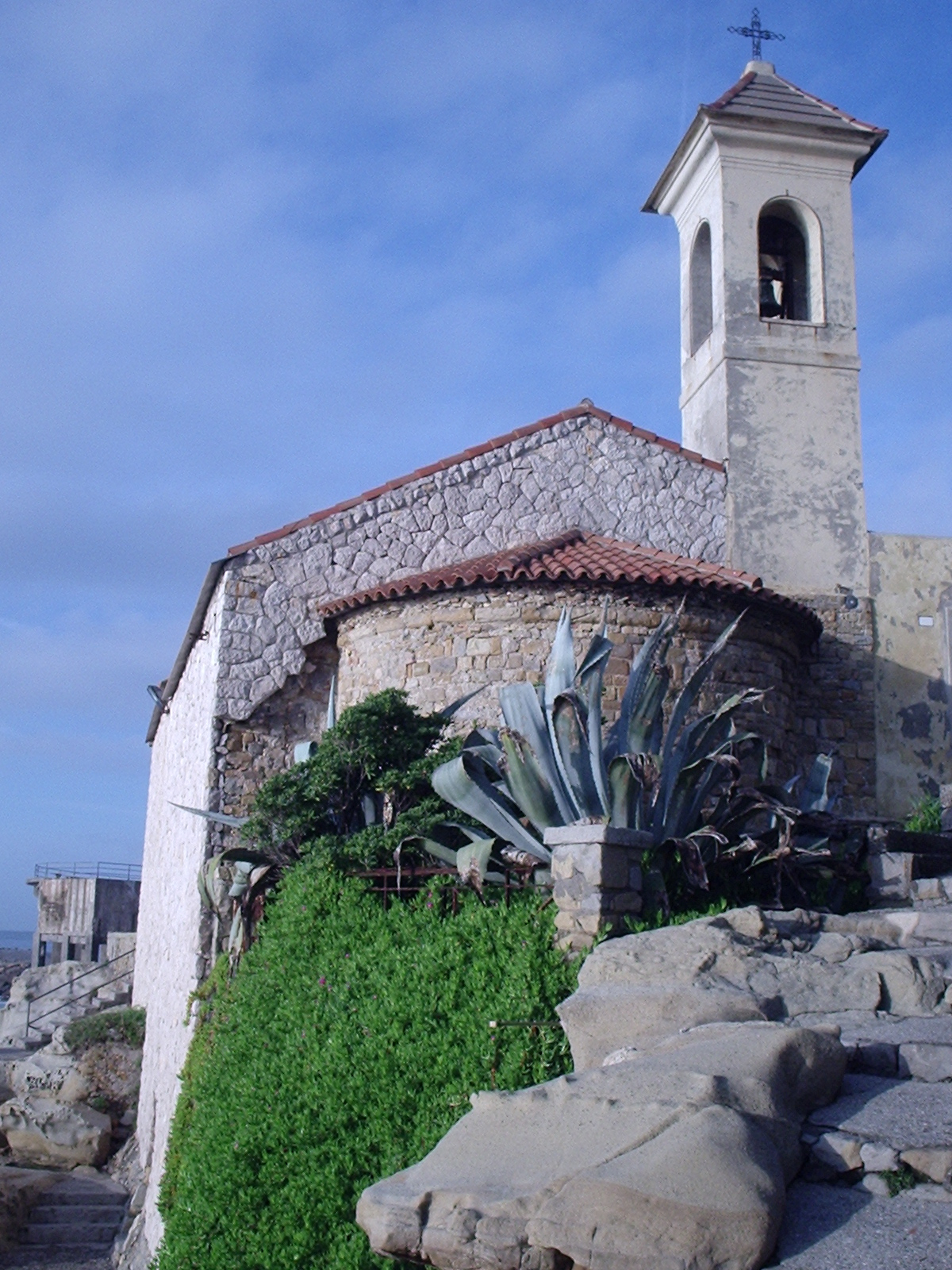
Внешность апсиды, обращённая на восток, храма св. Ампелия в Бордигере

Ампелий (умер ок. 410 года) — святой отшельник, преподобный. Дни памяти — 14 мая, 5 октября.

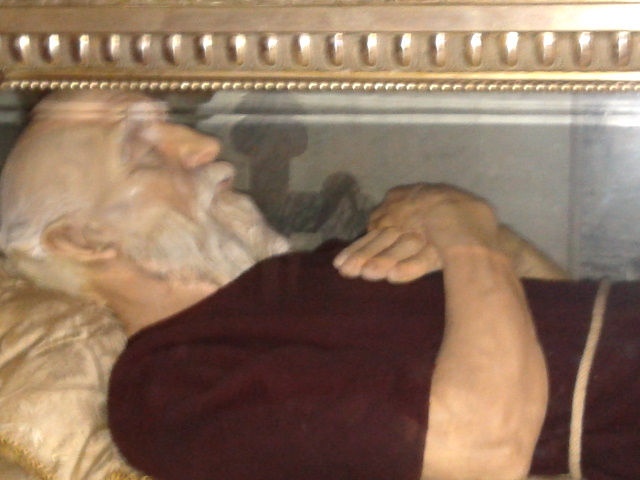
Статуя св. Ампелия, содержащая его мощи, сохраняемая в храме св. Марии Магдалины, что в Бордигера.

Святой Ампелий (лат. Ampelius) жил во времена императоров Феодосия Великого и Флавия Гонория. Сначала он подвизался в одном из монастырей Фиваиды, где занимался кузнечным ремеслом. По преданию, однажды там перед ним предстал дьявол в образе распутной женщины. Святой Ампелий отогнал его раскалённым железом, которое ухватил голыми руками. Считается, что с этого момента Господь сделал его нечувствительным к любому огню.
Впоследствии св. Ампелий перебрался в Италию, где выкопал себе пещеру близ местечка Бордигера, что в Лигурии. После кончины тело святого перенесли в храм, где стали совершаться чудеса.
В 1140 году, когда генуэзцы осадили Вентимилью, некоторые горожане не смогли заплатить выкуп за своё освобождение. Свободы ради, они показали место, где покоились мощи святого, которые были захвачены и перенесены в Сан-Ремо. В 1258 году архиепископ Генуи Гвальтери перенёс мощи святого в монастырь св. Стефана, что в Генуе.
Св. Ампелия почитают покровителем кузнецов и кузнечного дела, а также местечка Бордигера.
Иногда св. Ампелия отождествляют со св. Апеллием, египетским подвижником, упоминаемым в «Лавсаике» Палладия и «Истории монахов» Руфина.